# Choi Im-jeong
Choi Im-jeong (kor. 최임정; * 14. Februar 1981 in Busan, Südkorea) ist eine ehemalige südkoreanische Handballspielerin, die für die südkoreanische Nationalmannschaft auflief.

## Karriere

### Im Verein
Choi Im-jeong spielte anfangs für die südkoreanische Mannschaft Daegu City Hall. Nachdem die Rückraumspielerin zwischen 2007 und 2010 beim dänischen Erstligisten SK Aarhus unter Vertrag gestanden hatte, kehrte sie zu Daegu City Hall zurück. Im Jahr 2014 wechselte sie zu Seoul City Hall. Mit Seoul City Hall gewann sie 2016 die südkoreanische Meisterschaft. Aufgrund von Knieproblemen beendete sie im Jahr 2017 ihre Karriere.

### In Auswahlmannschaften
Choi Im-jeong gewann mit der südkoreanischen Nationalmannschaft die Goldmedaille bei den Asienspielen 2002 in Busan, die Silbermedaille bei den Olympischen Spielen 2004 in Athen, die Goldmedaille bei den Asienspielen 2006 in Doha, die Bronzemedaille bei den Olympischen Spielen 2008 in Peking und belegte den vierten Platz bei den Olympischen Spielen 2012 in London.
Bis August 2012 bestritt sie mindestens 115 Länderspiele, in denen sie 124 Tore erzielte.